# André Bloc
André Bloc, född 23 maj 1896 i Alger i Algeriet, död 8 november 1966 i New Delhi i Indien, var fransk arkitekt, skulptör och målare. Som grundare av konstnärssammanslutningen Groupe Espace 1951 arbetade han för en funktionell samverkan mellan måleri, skulptur och arkitektur med utgångspunkt i den nonfigurativa konsten.

## Biografi
André Bloc flyttade till Frankrike 1898, där han fram till 1920 utbildade sig till ingenjör och därefter arbetade i motor- och turbinfabriker.
År 1921 träffade han Le Corbusier, som kom att påverka hans karriär på så sätt att han flyttade sitt intresse till arkitekturen. Han blev 1922 generalsekreterare för tidskriften Science et Industrie och ett år senare även för tidskriften Revue de l'Ingénieur. År 1924 grundade han tidskriften Revue génèral du caoutchouc, för att 1930 starta den välkända och fortfarande utgivna tidskriften L'Architecture d'Aujourd'hui, som han ledde under ett flertal år.
Från och med 1940 började Bloc intressera sig för skulptur och skapade sina första stora verk i Paris mellan åren 1949 och 1956. Han startade också nya tidskrifter inom detta område såsom Art d'Aujourd'hui. År 1951 bildade han tillsammans med flera andra artister Groupe Espace, vars mål var att sammanföra idealen av konstruktivism och neoplasticism till urbanism och den sociala arenan. Konstnärer och urbanister som Jean Dewasne, Etienne Bothy, Jean Gorin, Félix Del Marle, Edgard Pillet, Victor Vasarely och Nicolas Schöffer var medlemmar i gruppen, vilken betraktade arkitektur, måleri, skulptur och konst i allmänhet som ett socialt fenomen.
År 1952 färdigställdes projektet och byggandet av Bellevuehuset på Meudon. Från och med då och fram till sin död 1966 arbetade Bloc främst som skulptör och dekoratör. År 1959 deltog han i Documenta II i Kassel. 
Bloc har utfört flera skulpturer, bland andra sådana i Teheran, Nice, Jacksonville och Dakar. Han är framför allt känd för mosaiker och glasmålningar i en nonfigurativ, strängt geometrisk stil samt abstrakta skulpturer präglade av vital uttrycksfullhet.